# Andreas Schicker
Andreas Schicker (Vienna, 6 luglio 1986) è un ex calciatore austriaco, di ruolo difensore.

## Biografia
Nel novembre del 2014 per un incidente con un petardo ha perso la mano sinistra. Il 31 ottobre del 2015 la FIFA gli ha concesso la licenza di tornare a giocare.

## Palmarès

### Club

#### Competizioni nazionali
- Coppa d'Austria: 1

Austria Vienna: 2006-2007